# 가우스단위계
가우스단위계(Gaussian units)는 물리 단위의 미터법을 구성한다. 이 체계는 CGS 단위계 기반의 여러 전자기적 단위계 중 가장 일반적인 단위계이다.
가우스단위계는 CGS 단위계 이전에 존재했다. 1873년 영국 협회 보고서는 CGS가 피트-그레인-초(foot–grain–second), 미터-그램-초(metre–gram–second)에서 파생된 가우스단위계를 포함한다고 언급했다.